# Stephanie Bachelor
Stephanie Bachelor (Detroit, 23 maggio 1912 – Las Vegas, 22 novembre 1996) è stata un'attrice statunitense.

## Biografia
Scoperta dal regista William A. Wellman, che nel 1943 la diresse nella commedia musicale Le stelle hanno paura, Stephanie Bachelor interpretò in seguito una ventina di pellicole tra cui Man from Frisco (1944) di Robert Florey, Schiava del male (1944) di Jacques Tourneur e Non ti appartengo più (1946) di Frank Borzage.
Abbandonò la recitazione nel 1948, a soli 36 anni, dopo la partecipazione a Homicide for Three di George Blair, regista che l'aveva spesso scelta come attrice nei suoi film.

### Vita personale
Stephanie Bachelor fu sposata dal 1946 al 1976 con l'uomo d'affari Cornelius "Connie" Hurley, che nel 1950 fu indagato dal Kefauver Crime Committee per presunti legami con il noto criminale Bugsy Siegel.

## Filmografia

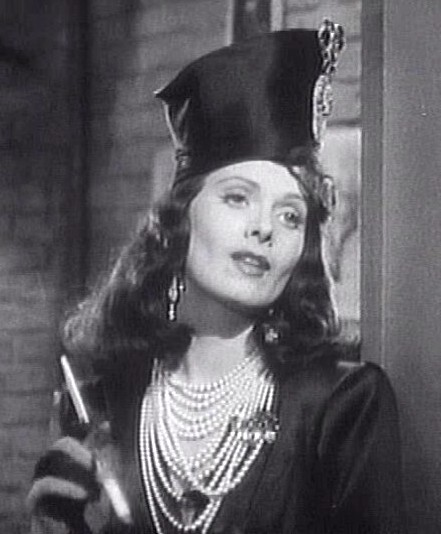
In Le stelle hanno paura (1943)

- Le stelle hanno paura (Lady of Burlesque), regia di William A. Wellman (1943)
- Le conseguenze di un bacio (His Butler's Sister), regia di Frank Borzage (1943)
- Her Primitive Man, regia di Charles Lamont (1944)
- Man from Frisco, regia di Robert Florey (1944)
- Secrets of Scotland Yard, regia di George Blair (1944)
- Port of 40 Thieves, regia di John English (1944)
- Schiava del male (Experiment Perilous), regia di Jacques Tourneur (1944)
- Lake Placid Serenade, regia di Steve Sekely (1944)
- Earl Carroll Vanities, regia di Joseph Santley (1945)
- Gangs of the Waterfront, regia di George Blair (1945)
- Scotland Yard Investigator, regia di George Blair (1945)
- Crime of the Century, regia di Philip Ford (1946)
- The Undercover Woman, regia di Thomas Carr (1946)
- Passkey to Danger, regia di Lesley Selander (1946)
- G.I. War Brides, regia di George Blair (1946)
- The Magnificent Rogue, regia di Albert S. Rogell (1946)
- Non ti appartengo più (I've Always Loved You), regia di Frank Borzage (1946)
- The Ghost Goes Wild, regia di George Blair (1947)
- Springtime in the Sierras, regia di William Witney (1947)
- Blackmail, regia di Lesley Selander (1947)
- Campus Honeymoon, regia di Richard Sale (1948)
- King of the Gamblers, regia di George Blair (1948)
- Sons of Adventure, regia di Yakima Canutt (1948)
- Homicide for Three, regia di George Blair (1948)